# Ręszów

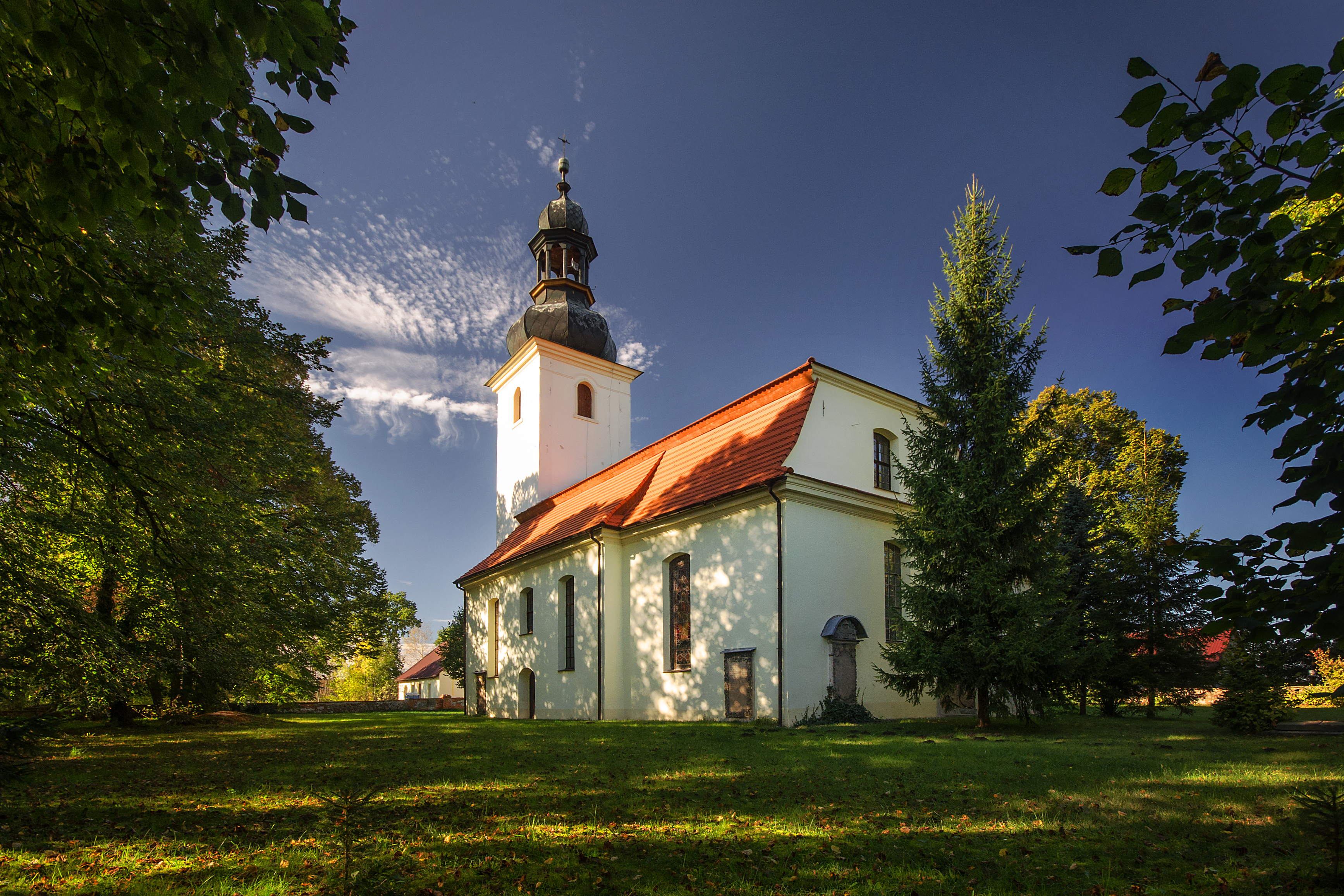
Kościół Narodzenia NMP w Ręszowie

Ręszów (niem. Ransen) – wieś w Polsce położona w województwie dolnośląskim, w powiecie lubińskim, w gminie Ścinawa. W latach 1975–1998 miejscowość administracyjnie należała do województwa legnickiego. Według danych z roku 2006 wieś miała 290 mieszkańców. Podczas Narodowego Spisu Powszechnego (III 2011 r.) spisano w Ręszowie 276 mieszkańców.

## Historia
Najstarsza wzmianka o Ręszowie pochodzi z 1209 roku (Ransen). W 1267 roku Ręszów płacił dziesięcinę klasztorowi w Trzebnicy. W 1296 roku dobra podarowane zostały przez księcia Henryka III głogowskiego braciom z zakonu Św. Ducha ze Ścinawy. W latach 1541–1715 Ręszów był rezydencją rodziny von Nostitz, później rodu von Unruh.
W roku 1945 wieś została przyłączona do Polski. Dotychczasowych mieszkańców wysiedlono do Niemiec. W folwarku utworzone zostało Państwowe Gospodarstwo Rolne (PGR).

## Zabytki
Do wojewódzkiego rejestru zabytków wpisane są:

### Kościół pw. Narodzenia Najświętszej Maryi Panny
Kościół filialny pw. Narodzenia Najświętszej Maryi Panny wzmiankowany był już w 1376 roku. To późnogotycka, jednonawowa budowla, wzniesiona na planie prostokąta z wydzielonym prostokątnym prezbiterium i czworoboczną wieżą zwieńczoną cebulastym hełmem z latarnią. W 1509 roku proboszczem kościoła był brat ścinawskiego zakonu Świętego Ducha, w 1516 roku wzmiankowany był ojciec Gregorius. W 1520 roku kościół być może był już ewangelicki. W 1619 roku wzniesiona została wieża przez Friedricha von Nostitz. Odbudowany został wkrótce po pożarze 27 marca 1645 roku. Zachował wyposażenie wnętrza pochodzące z czasów przebudowy w 2. połowie XVII wieku. Na zewnętrznych ścianach kościoła zachowało się kilka płyt i epitafiów nagrobnych.

### Cmentarz
Cmentarz przykościelny (zamknięty) założony został na planie owalu, wokół muru rzędowe obsadzenie lipowe, zachowały się pojedyncze mogiły. Wyróżnia się płyta Benno Ringelhanna (1856-1928) - organisty, nauczyciela i miejscowego zarządcy kościelnego przez okres 38 lat. Budynek dawnej szkoły, która istniała w Ręszowie już około 1650 roku, znajduje się po zachodniej stronie kościoła.

### Zespół pałacowy (folwarczno-rezydencjonalny)
- rozległy pałac wzniesiony (na miejscu poprzedniego, rodu von Nostitz) w 1787 roku. Inicjatorem znacznej przebudowy był Georg Sigismund von Unruh. Trójskrzydłowa dwukondygnacyjna budowla, wzniesiona na planie podkowy. Ostatni właściciel sprzed roku 1945 to Heinrich Oswald von Sprenger, który dokonał kolejnej modernizacji budynku w latach 30. XX wieku. Zespół pałacowy znajduje się w środkowej części wsi, po południowej stronie drogi. Najstarszą część pałacu stanowi późnorenesansowy dwór (obecnie skrzydło wschodnie), wzniesiony prawdopodobnie na przełomie XVI/XVII wieku - w końcu XVII wieku dwór w Ręszowie należał do bardziej okazałej ziemi ścinawskiej. Dwór w czasie wojny trzydziestoletniej przez krótki czas był siedzibą króla szwedzkiego Gustawa II Adolfa. W 1715 roku dobra nabył baron von Hochberg auf Plagwitz (Platzwitz), który sprzedał w 1759 r. majątek Georgowi Sigismundowi von Unruh, tenże - baronowi von Nostitz w 1765 roku, od którego ponownie odkupił dobra w 1768 roku i w jego posiadaniu pozostały do roku 1794. Rozbudowę dworu podjął w 1787 roku Georg Sigismund von Unruh. Po jego śmierci majątek wielokrotnie zmieniał właścicieli. Budynek pałacu modernizowany był w 1912 roku oraz w latach 30. XX wieku przez Heinricha Oswalda von Sprenger, w którego posiadaniu Ręszów pozostawał od 1931 roku. Obecna budowla jest trójskrzydłowa, na rzucie podkowy, dwukondygnacjowa, skrzydło środkowe kryte dachem dwuspadowym, boczne - dachami czterospadowymi. Przed skrzydłem głównym parterowy ryzalit westybulu i dwukolumnowy portyk, przed elewacją ogrodową obszerny taras. Pałac i folwark są zespołem jednym z nielicznych obecnie użytkowanych w okolicach Ścinawy
- park - ogród, być może teren na wschód od dworu był wykorzystywany jako ogród już w końcu XVII wieku. Z końca XVIII wieku pochodzi obecnie zaniedbane założenie ogrodowe. Obejmowało ono zbliżony do prostokąta teren przylegający od wschodu do rezydencji. Granicę założenia wyznaczała od północy droga, od południa potok. Przed fasadą pałacu znajduje się podjazd, na dziedzińcu okrągła sadzawka. W końcu XIX wieku starą drogę folwarczną prowadzącą od południa obsadzono aleją kasztanowców
- zespół folwarczny składa się z dwóch zespołów zabudowy gospodarczej. Trzeci folwark (a tyle wymienia już Zimmermann) znajduje się we wschodniej części wsi. Folwark tworzy rozległy prostokąt zabudowań. Od wschodu zespół zamknięty jest budowlą pałacową. W dwóch północnych narożnikach dziedzińca znajdują się bliźniacze monumentalne bramy wjazdowe
  - oficyna
  - spichrz
  - obora
  - stodoła

Inne zabytki w Ręszowie:

### Pomnik poległych
W centralnej części wsi stoi pomnik z 1922 roku, upamiętniający poległych w I wojnie światowej żołnierzy pochodzących z Ręszowa. W 2003 roku pomnik został odrestaurowany.